# Nou Estadi
Il Nou Estadi è il campo di gioco negli incontri ufficiali del Gimnàstic de Tarragona. Inaugurato nel 1972, ha una capienza di 17.500 spettatori.

## Nuovo stadio nella zona di Camp Clar
In occasione dei Giochi del Mediterraneo 2018, di cui la città di Tarragona era stata designata sede, il Gimnastic Tarragona Club aveva in programma di costruire un nuovo centro sportivo di 77 000 metri quadrati nel quartiere di Camp Clar ed il nuovo stadio avrebbe dovuto contenere circa 20 000 persone. Durante l'evento sportivo, lo stadio avrebbe dovuto ospitare le cerimonie di apertura e di chiusura della manifestazione. Tuttavia, il progetto non è stato realizzato e il Nou Estadi, attuale impianto del club, ha ospitato queste cerimonie.